# 林德鎮區 (明尼蘇達州萊昂縣)
林德鎮區（英語：Lynd Township）是位於美國明尼蘇達州萊昂縣的一個行政鎮區。

## 地方資料
林德鎮區的面積為90.98平方千米，當中陸地面積為90.95平方千米，而水域面積為0.03平方千米。根據2020年美國人口普查的數據，當地共有人口414人，而人口密度為每平方千米4.55人。